# Cantone di Raucourt-et-Flaba
Il Cantone di Raucourt-et-Flaba era una divisione amministrativa dell'arrondissement di Sedan.
A seguito della riforma approvata con decreto del 21 febbraio 2014, che ha avuto attuazione dopo le elezioni dipartimentali del 2015, è stato soppresso.

## Composizione
Comprendeva i comuni di:
- Angecourt
- Artaise-le-Vivier
- La Besace
- Bulson
- Chémery-sur-Bar
- Haraucourt
- Maisoncelle-et-Villers
- Le Mont-Dieu
- La Neuville-à-Maire
- Raucourt-et-Flaba
- Remilly-Aillicourt
- Stonne